# 南朗街道
南朗街道是中国广东省中山市下辖的一个街道，原为南朗镇（或南蓢镇），2021年7月19日设为南朗街道。南朗街道位于中山市东部，总面积206平方公里，是中山市面积最大的乡级行政区，户籍人口3.8万人，辖13條村和2个社区。南朗街道所辖的翠亨村为孙中山的故乡。2019年中国百强乡镇第73名。

## 行政區劃
南朗街道管轄13个村和2個社區，街道办事处位於南朗鎮美景大道。
南朗社区、横门社区、南朗村、濠涌村、榄边村、翠亨村、崖口村、泮沙村、龙穴村、左步村、冲口村、大车村、关塘村、白企村和华照村。

## 欖況
南朗街道於距今五千多年前的新石器時期，已經有原始人在南蓢棲息，位於中山市東部，珠江三角洲西南部，東臨珠江口，西靠五桂山，北接中山火炬開發區区，南連珠海市，與香港隔海相望。全街道轄區土地總面積218.86平方公里，境内有山脈、丘陵、台地、平原等各類地貌。

## 旅遊景點
- 孫中山故居紀念館、陳氏家祠、中山革命烈士陵園、陸皓東烈士墳場。

## 中国传统村落
2012年，翠亨村被评为首批“中国传统村落”。